# خودرو زره‌پوش شناسایی

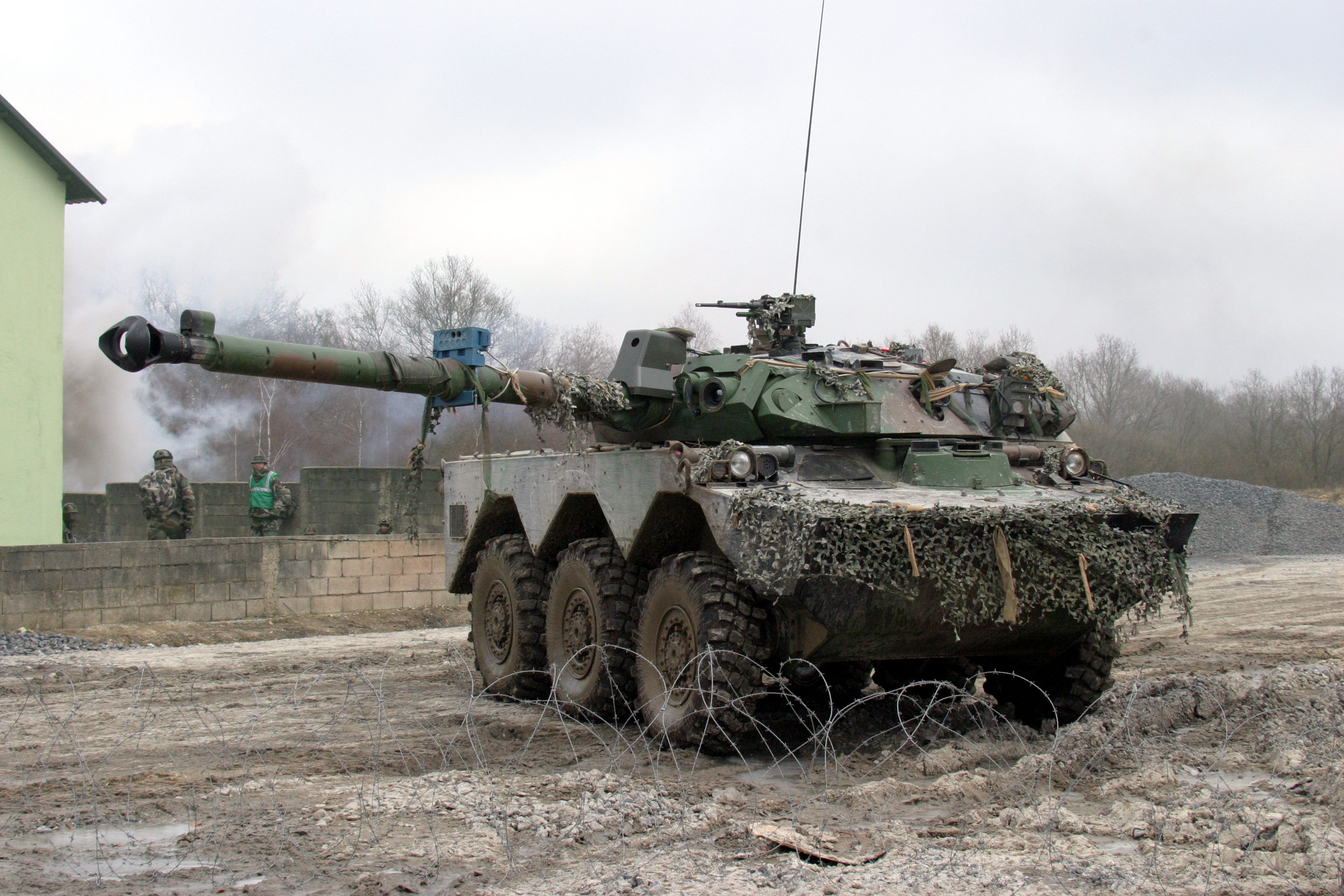
آام‌ایکس-۱۰ آرسی فرانسوی با توپ ۱۰۵ م‌م از مسلح‌ترین زره‌پوش‌های شناسایی

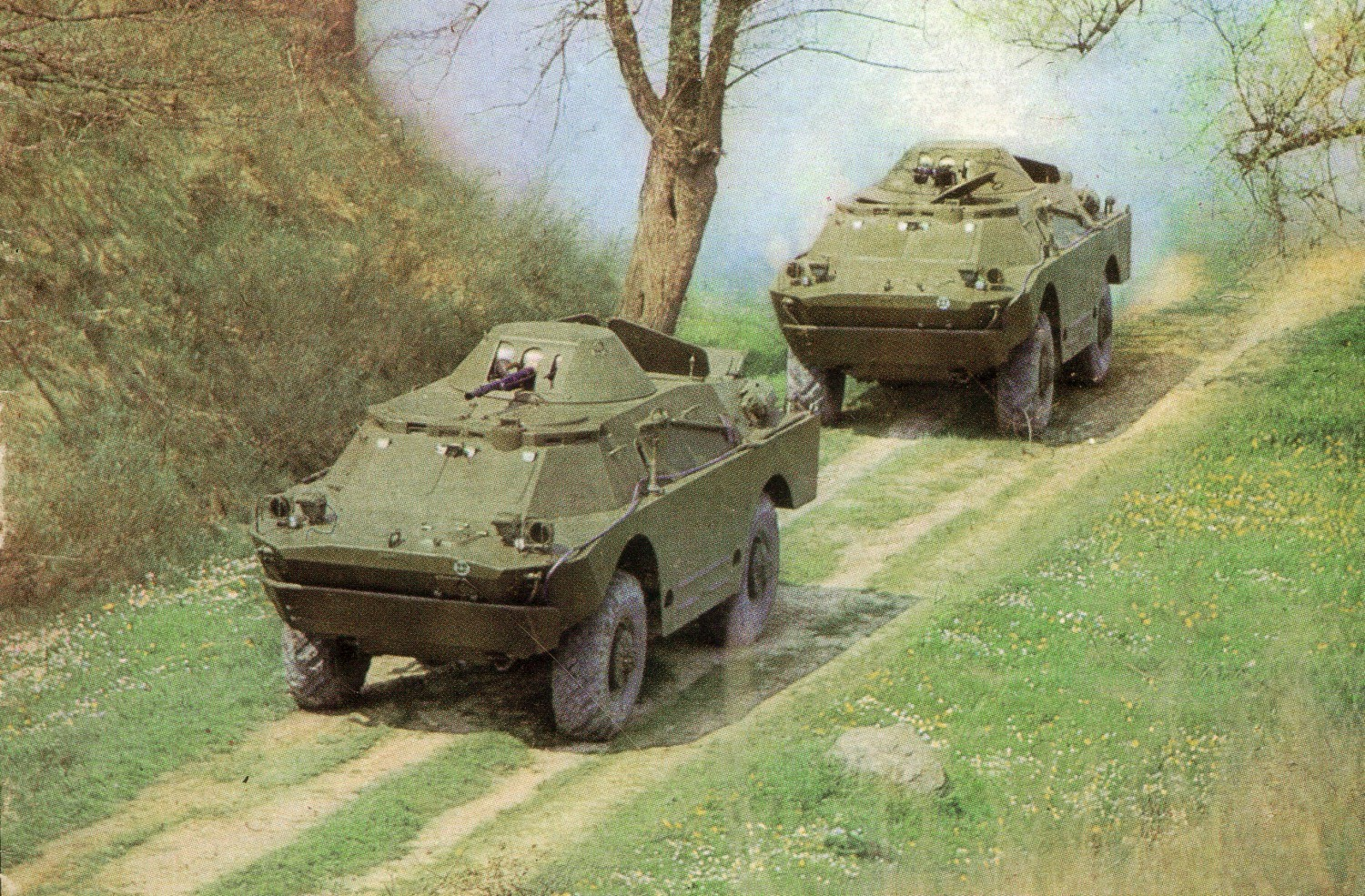
بی‌آردی‌ام-۲ زره‌پوش شناسایی ساخت شوروی

خودرو زره‌پوش شناسایی طبقه‌ای از خودروهای زره‌پوش جنگی است که برای مأموریت‌های شناسایی در داخل خاک دشمن، گشت‌زنی در خطوط مقدم نبرد، و دیده‌بانی و هدایت آتش توپخانه استفاده می‌شوند.
سرعت مهمترین ویژگی مورد نیاز برای این خودروهای زرهی است. به همین دلیل خودروهای شناسایی زره سبکتری نسبت به زره‌پوش‌های دیگر دارند و برای حفاظت از خود بیشتر به سرعت و چابکی متکی هستند. کوچکی و صدا و دود کمتر نیز به پنهان ماندن این خودروها از دید دشمن کمک می‌کند.
زره‌پوش‌های شناسایی برای دفاع از خود و درگیری با دشمن بایستی مسلح نیز شده باشند. ضمن اینکه گاهی بایستی به اجرای آتش اقدام کنند تا از طریق آتش برگشتی دشمن موقعیت دقیق دشمن را پیدا کنند. بیشتر این خودروها از تیربارهای کالیبر پایین استفاده می‌کنند تا اندازه و وزن خودرو افزایش نیابد و صدا و دود کمتر سلاح‌های کوچکتر به پنهان ماندن آن‌ها کمک کند، اما برخی از آن‌ها به سلاح‌های قوی‌تری مجهز می‌شوند تا در نقش‌های ثانویه‌ای چون دفاع از جناحین نیروهای زرهی نیز کارآمد باشند. به خصوص فرانسوی‌ها که همواره به ساخت خودروهای زرهی شناسایی با شاسی‌های سبک و قوی‌ترین سلاح ممکن اعتقاد داشته‌اند.
کلاس «خودرو زره‌پوش شناسایی» تا حدی با کلاس «تانک سبک» هم‌پوشانی دارد. معمولاً خودروهای چرخ‌داری که برای این نوع ماموریت‌ها ساخته می‌شوند خودرو زره‌پوش شناسایی و خودروهای شنی‌دار که با توپ‌های قوی‌تری مسلح شده‌اند تانک سبک نامیده می‌شوند.
ماموریت‌های خودروهای زرهی شناسایی گاهی شامل حمل نیروهای دیده‌بان و پیاده کردن آن‌ها برای ماموریت‌هایی چون استقرار در پست‌های مراقبت، رفتن به مکان‌هایی که با خودرو قابل عبور نیست یا علامت‌گذاری میدان‌های مین، هم می‌شود. 